# Sandra Kļaviņa
Sandra Kļaviņa (n. 27 iunie 1972, Cēsis⁠(d), raionul Cēsis, URSS) este o actriță letonă de teatru și film.

## Biografie

### Studii
S-a lucrat la 27 iunie 1972 în orașul Cēsis⁠(d) din raionul Cēsis al RSS Letone (URSS). A absolvit cursurile Școlii secundare nr. VI din Riga (1990). După ce nu a reușit să intre la Facultatea de Matematică și Fizică, a urmat studii de actorie la Studioul Național al Actorilor de Film din cadrul Studioului Cinematografic din Riga (1990–1993) și la Academia de Cultură a Letoniei⁠(d) (1993–1997), la clasa profesorului Juris Rijnieks⁠(d).

### Cariera artistică
A fost angajată în anul 1997 ca actriță la Teatrul Nou din Riga și a jucat peste 60 de roluri în spectacole teatrale (până în 2022). Printre cele mai importante roluri ale sale se numără Šoša (Muzicianul și prostituata de Isaac Bashevis Singer, 1997), secretara (Rondo de Arthur Schnitzler), 2000), Tunia (Domnișoarele din Wilko de Jarosław Iwaszkiewicz, 2000), Santa (Pilsēta de Evgheni Grișkoveț, 2001), Amanda (Zelta meitenes de Caryl Churchill, 2001), Katrīna (Līze Luīze de Majgula Akselsone, 2004), Natalia Petrovna (O lună la țară⁠(d) de Ivan Turgheniev 2005), roluri în dramatizarea romanului Ledus. Kolektīva grāmatas lasīšana ar iztēles palīdzību Rīgā al lui Vladimir Sorokin (2005) și în compozițiile de autor Klusuma skaņas (2007), Zilākalna Marta (2009) și Melnais piens (2010), Olga (Oņegins. Komentāri, pe baza motivelor din scrierile lui A. Pușkin, 2012), Ļoļečka Carevska (Peldošie – ceļojošie de Mihail Kuzmin, 2014). A jucat, de asemenea, rolul Aleksa în monodrama Lakstīgalu māja de Agatha Christie (2016).
A jucat în filmele de televiziune Vienas vasaras zieds (1997), Saldais pārītis⁠(d) (2006 și 2018) și Māja pie ezera⁠(d) (2015), precum și în filmele de cinema Nerunā par to⁠(d) (2007) și Sēņotāji⁠(d) (2013). Rolul cel mai cunoscut pe care l-a interpretat este Hanna din filmul de televiziune Vienas vasaras zieds (1997).

### Premii și alte distincții
Sandra Kļaviņa a obținut două premii Spēlmaņu nakts⁠(d) pentru cea mai bună actriță letonă de teatru⁠(d), decernate de Asociația Teatrală din Letonia, în 2001 (pentru rolurile Santa din Pilsēta, Amanda din Zelta meitenes și Tunia din Domnișoarele din Wilko) și 2005 (pentru rolurile Natalia Petrovna din O lună la țară⁠(d) și Katrīna din Līze Luīze). În afara acestor două premii, a mai fost nominalizată de încă cinci ori la acest premiu la categoriile: „cea mai bună tânără actriță a anului” în 1997 (pentru rolul Šoša din Muzicianul și prostituata), „cea mai bună actriță în rol secundar a anului” în 2000 (pentru rolul secretarei din Rondo) și „cea mai bună actriță a anului” în 2006 (pentru rolul din Ledus. Kolektīva grāmatas lasīšana ar iztēles palīdzību Rīgā), 2013 (pentru rolul Laura din Tēvs) și 2014 (pentru rolul Ļoļečka Carevska din Peldošie – ceļojošie). A fost distinsă, de asemenea, cu Premiul Lilita Bērziņa⁠(d) în 2015.
În plus, ea a fost nominalizată de două ori la premiul Lielais Kristaps⁠(d) pentru „[[{{{2}}}|cea mai bună actriță în rol secundar]]⁠(lv)[traduceți]”, la Festivalul Național al Filmului Leton, pentru Nerunā par to⁠(d) în 2007 și pentru Sēņotāji⁠(d) în 2014.
Sandra Kļaviņa a fost decorată pentru merite deosebite în anul 2021 cu Ordinul celor Trei Stele⁠(d) (cea mai înaltă decorație de stat a Letoniei), clasa a IV-a.

### Viața personală
A fost căsătorită cu actorul Kaspars Zvīgulis⁠(d) (n. 1981), cu care are o fiică.

## Activitatea teatrală (selecție)
- Feodor Dostoievski: Idiotul — Aglaia
- Mircea Eliade: Șarpele — Dorina
- Nikolai Gogol: Revizorul — bucătăreasa / Maria Antonovna, fiica primarului
- Henrik Ibsen: Hedda Gabler — Hedda Gabler
- Jarosław Iwaszkiewicz: Domnișoarele din Wilko — Tunia
- Ilf și Petrov: Douăsprezece scaune
- Yukio Mishima: Madame de Sade⁠(d) — contesa de Senfona
- Aleksandr Pușkin: Regina de pică — Lizaveta Ivanovna
- Aleksandr Pușkin: Oneghin. Comentarii — Olga
- Aleksandr Pușkin: Ospăț în timp de ciumă
- Arthur Schnitzler: La Ronde — secretara
- William Shakespeare: Othello — Bianca, iubita lui Cassio / Emilia, soția lui Iago
- Stendhal: Despre dragoste — model
- August Strindberg: Domnișoara Iulia — Kristina
- August Strindberg: Tatăl — Laura
- Aleksei Tolstoi: Aventurile lui Buratino — Piero
- Lev Tolstoi: Cadavrul viu — Elisaveta Protasova
- Lev Tolstoi: Puterea întunericului⁠(d) — nașa Anisiei
- Ivan Turgheniev: O lună la țară⁠(d) — Natalia Petrovna
- Aleksandr Vampilov: Vara trecută la Ciulimsk — Kașkina
- Tennessee Williams: Dulcea pasăre a tinereții — dra Lucy
- Tennessee Williams: Un tramvai numit dorință — Stella Kowalski / Eunice Hubbell

## Filmografie
- Vienas vasaras zieds (film TV, 1997) — Hanna
- Pa celam aizejot (2001) — Karina Abele
- Saldais pārītis⁠(d) (serial TV, 2006 și 2018) — Simona
- Nerunā par to⁠(d) (2007) — Līna
- Apsestiba (2009) — Viviana
- Signs of Light (scurtmetraj, 2010) — femeia
- Sēņotāji⁠(d) (2013) — șefa
- Riga: 2041 3D (scurtmetraj, 2015) — Tana (segmentul „Unhappy One”)
- Māja pie ezera⁠(d) (serial TV, 2015) — Madara
- Es esmu šeit (2016) — Loma
- Zvaigžnotas debesis (scurtmetraj, 2016) — Anna
- Aģentūra (2020) — Asnāte